# Jukkasjärvi
För andra betydelser, se Jukkasjärvi (olika betydelser).

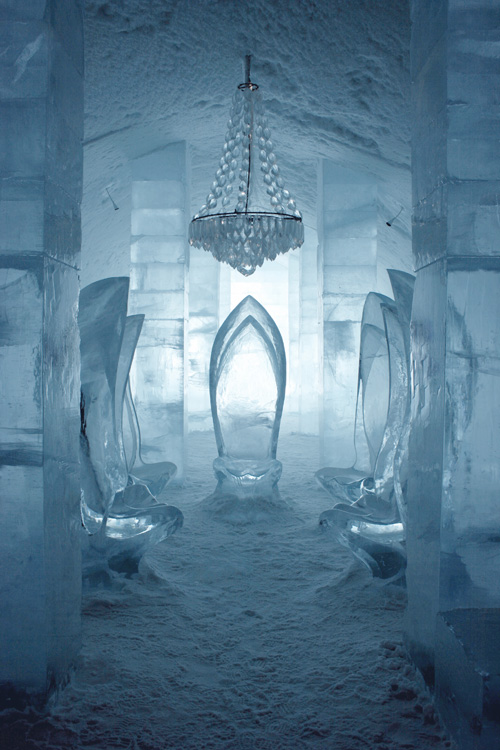
Pelarsalen i Ishotellet i Jukkasjärvi.

Jukkasjärvi (finska och meänkieli: Jukkasjärvi; nordsamiska: Čohkkiras) är en tätort i Jukkasjärvi distrikt i Kiruna kommun och kyrkbyn i Jukkasjärvi socken, belägen på norra stranden av ett sel i Torne älv. Byn ligger drygt 17 kilometer öster om Kiruna. 
Namnet Čohkkiras betyder mötesplats på nordsamiska.

## Historia
Platsen omnämns första gången 1554, då birkarlen och lappfogden Olof Henriksson (Kaisa) i Niemis innehade fiskerätten där. Han innehade också fiskerätten i den närbelägna sjön Sautusjärvi. 
Jukkasjärvi är kyrkbyn i Jukkasjärvi socken, och fick sina första fasta invånare på 1600-talet. Länge bodde enbart församlingens präst och klockare och deras familjer i byn, men från och med 1700-talets andra fjärdedel har ett flertal finskspråkiga nybyggarsläkter slagit sig ned där.

## Befolkningsutveckling
| Befolkningsutvecklingen i Jukkasjärvi 1940–2020         | Befolkningsutvecklingen i Jukkasjärvi 1940–2020 | Befolkningsutvecklingen i Jukkasjärvi 1940–2020 | Befolkningsutvecklingen i Jukkasjärvi 1940–2020 | Befolkningsutvecklingen i Jukkasjärvi 1940–2020 |
| ------------------------------------------------------- | ----------------------------------------------- | ----------------------------------------------- | ----------------------------------------------- | ----------------------------------------------- |
|                                                         |                                                 |                                                 |                                                 |                                                 |
| År                                                      |                                                 |                                                 | Folkmängd                                       | Areal (ha)                                      |
| 1940                                                    | 1940                                            |                                                 | 568                                             | ##                                              |
| 1945                                                    | 1945                                            |                                                 | 605                                             | ##                                              |
| 1950                                                    | 1950                                            |                                                 | 463                                             | ##                                              |
| 1960                                                    | 1960                                            |                                                 | 540                                             | 138                                             |
| 1965                                                    | 1965                                            |                                                 | 408                                             | 137                                             |
| 1970                                                    | 1970                                            |                                                 | 485                                             | 137                                             |
| 1975                                                    | 1975                                            |                                                 | 449                                             | 140                                             |
| 1980                                                    | 1980                                            |                                                 | 685                                             | 151                                             |
| 1990                                                    | 1990                                            |                                                 | 504                                             | 143                                             |
| 1995                                                    | 1995                                            |                                                 | 527                                             | 146                                             |
| 2000                                                    | 2000                                            |                                                 | 541                                             | 146                                             |
| 2005                                                    | 2005                                            |                                                 | 519                                             | 144                                             |
| 2010                                                    | 2010                                            |                                                 | 548                                             | 144                                             |
| 2015                                                    | 2015                                            |                                                 | 607                                             | 137                                             |
| 2020                                                    | 2020                                            |                                                 | 692                                             | 138                                             |
| Anm.: ## Som tätort/befolkningsagglomeration 1920–1950. |                                                 |                                                 |                                                 |                                                 |

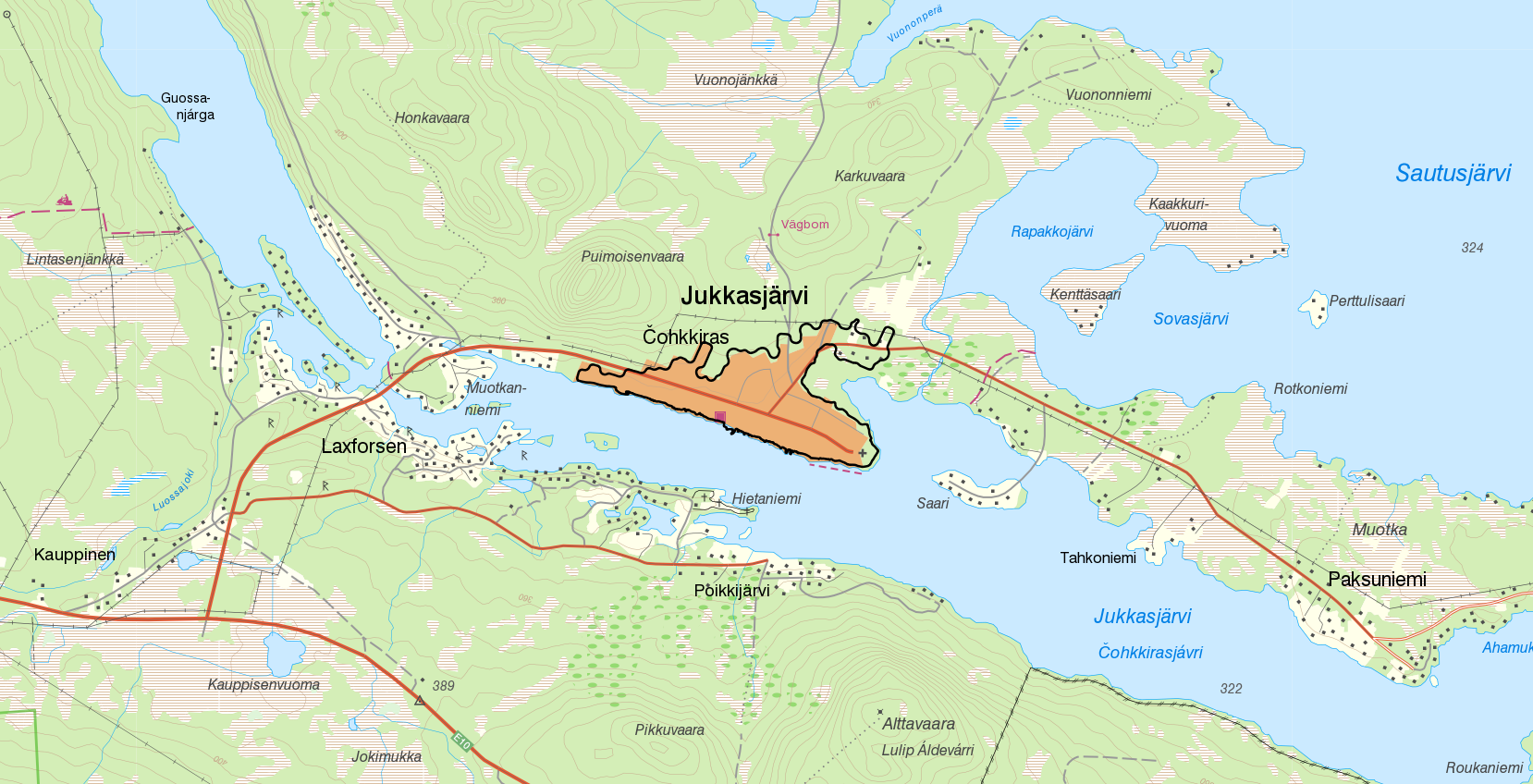
Den av Statistiska centralbyrån avgränsade tätorten Jukkasjärvi, med gränserna från tätortsavgränsningen 2015.

Vid folkräkningen år 1890 var 189 personer skrivna i Jukkasjärvi.

## Samhället
Jukkasjärvi är främst känt för det stora ishotellet, världens största hotell av is och snö och som till och med omnämnts som ett av Sveriges sju underverk. Utöver det har orten också en kyrka, Jukkasjärvi kyrka med den berömda altartavlan, en triptyk skapad av Bror Hjorth, och en livsmedelsbutik (Coop Nära).